# ヤディアー・モリーナ
- ヤディエル・モリーナ

ヤディアー・ベンハミン・モリーナ・マッタ（スペイン語: Yadier Benjamin Molina Matta, 1982年7月13日 - ）は、プエルトリコのバヤモン出身の元プロ野球選手（捕手）、監督。愛称はヤディ（Yadi）。
2008年から2015年まで8年連続を含む9度のゴールドグラブ賞受賞、2009年から7年連続を含む9度のオールスター選出、ワールドチャンピオン2度（2006年、2011年）の経歴をもつ。この実績から現役最高の捕手の1人とされていた。
2000年の入団以来、カージナルス一筋のフランチャイズプレイヤーである。
長兄ベンジー、次兄ホセは共にMLBで活躍した捕手（後述）。

## 経歴

### プロ入り前
1982年7月13日、プエルトリコのバヤモンに出生。父ベンジャミンはプエルトリコのアマチュア野球リーグで強打の選手として活躍しており、プロからのオファーもあったという。しかしベンジャミンは、ヤディアーが1歳のときに現役を引退し、息子達に野球を教える道を選ぶ。安定した生活を求めていたベンジャミンは引退後、毎朝6時に工場へ出勤。ヤディアーによると、ベンジャミンは毎日午後3時55分に帰宅し、10分後には野球の準備を整えていた。
ベンジャミンは捕手ではなかったが、3兄弟は全員が捕手になった。ヤディアーは兄2人が捕手になったきっかけを知らないが、自身も15歳のときに初めて捕手をしてみて「すごく大事な場所だし、すべてのプレーのキーになるし、リーダーになるし、絶対このポジションでプレーするんだって思った」という。当時の憧れの選手は、自身と同じプエルトリコ出身の捕手サンディー・アロマー・ジュニアだった。

### プロ入りとカージナルス時代
2000年のMLBドラフト4巡目（全体113位）でセントルイス・カージナルスに指名され、兄2人に続いてプロ入りを果たす。マイナーリーグ時代から、ヤディアーの捕手としての潜在能力は兄2人を凌ぐと言われていた。
2004年6月3日にメジャーデビューを果たし、この年51試合に出場。盗塁阻止率（47.1%）や捕手防御率（3.64）などで正捕手マイク・マシーニーの残した数字（29.6%、3.84）を上回った。ヤディアーの才能を高く評価したカージナルスは、シーズン終了後にFAとなった正捕手のマシーニーとの契約を見送り、ヤディアーのためにポジションを空けている。このオフに背番号を「4」に変更した（球団殿堂のマーティー・マリオンと同じ）。
2005年7月8日のダイヤモンドバックス戦でクラウディオ・バルガスから死球を受け、左手の骨折により故障者リスト入り。このため約40日にわたって戦線離脱したが、114試合に出場し、盗塁阻止率はリーグ1位の64.1%だった。
2006年は打撃成績が前年より下降したが、ポストシーズンでは16試合で53打数19安打、打率.368、2本塁打、8打点を記録し、ワールドシリーズ優勝に貢献した。
2007年は左手首の骨折や右膝の手術によって出場試合数は減少したが、111試合の出場で打率.275を記録。盗塁阻止率は54.0%だった。この年初めてフィールディング・バイブル・アワードを受賞。
2008年1月にカージナルスと4年1550万ドルで契約を延長。監督のトニー・ラルーサは「長期契約には何のリスクもない」とヤディアーを高く評価した。同年の目標をゴールドグラブ賞の初受賞に定め、オフの間に体重を10-15 lb（約4.5-6.8 kg）絞ってスプリングトレーニングに合流。シーズンで成績を伸ばしたのは守備ではなく打撃だった。初めてシーズン100安打、打率3割を記録した。本人によれば「インパクトの瞬間までしっかりボールを見ることを常に心がけている。基本中の基本と言われるだろうが、自分はそれができていなかった」。守備では、失策数が初の2桁となる10を記録、盗塁阻止率も34.6%だったが、捕逸数は2005年以降の自己最少となる5個にとどめ、盗塁阻止率もリーグ順位では2位タイだった。そしてゴールドグラブ賞を受賞した。ここから2015年まで8年連続で受賞する。
2009年は140試合の出場で、打率.293、6本塁打、54打点だった。
2010年は盗塁阻止率は48.5%でリーグ1位で、ゴールドグラブ賞とフィールディング・バイブル・アワードを同時に受賞した。
2011年は守備の数値が悪く、盗塁阻止率が29.2%と落ち込む。4年連続でゴールドグラブ賞は獲得したが、フィールディング・バイブル・アワードの受賞を逃した。この年から創設されたプラチナ・ゴールド・グラブを受賞した。またチームのワールドシリーズ優勝に貢献した。
2012年は打率、出塁率、長打率、本塁打、打点などで自身最高の成績だった。守備でも守盗塁阻止率47.9%がMLB2位と復活し、一塁走者を刺す捕手けん制刺が5回で1位タイ。ゴールドグラブ賞を5年連続で受賞し、フィールディング・バイブル・アワードを2年ぶりに満票で受賞したし、2年連続でプラチナ・ゴールド・グラブを受賞した。
2013年はシーズンで6年連続でゴールドグラブ賞を受賞した。
2014年はオールスターゲームに選出されたが、7月10日に右手親指の故障で15日間の故障者リスト入りし、辞退した。8月29日に復帰した。リーグチャンピオンシップシリーズの第2戦で再び右手親指を負傷し、第3戦以降は欠場したが、2004年のワールドシリーズ第3戦からポストシーズンで歴代最長となる83試合連続出場を記録した。オフには7年連続となるゴールドグラブ賞と、2年振りとなるプラチナ・ゴールド・グラブを受賞した。
2015年9月20日のシカゴ・カブス戦で、本塁に突入してきたアンソニー・リゾにタッチしたときに左手親指の靭帯を部分断裂し、以後レギュラーシーズン閉幕まで欠場した。136試合に出場して2年ぶりに規定打席に到達し、打率.270、4本塁打、61打点という成績を記録した。守備面では、134試合で7失策、守備率.994・盗塁阻止率41%を記録し、8年連続でゴールドグラブ賞を受賞。プレーオフでは10月12日のディビジョンシリーズの第3戦で再び左手親指を負傷し、第4戦以降を欠場した。オフの10月15日に左手親指の手術を受けた。
2016年は自身最多の147試合に出場し好調を維持。3年ぶりの3割超えとなる打率.307、8本塁打、58打点、リーグ9位タイとなる38二塁打を記録した。守備面では、146試合でマスクを被り、2失策・守備率.998だったが、盗塁阻止率が21%に留まった。シーズンオフのゴールドグラブ賞投票では、バスター・ポージーに賞をさらわれて、9シーズンぶりに受賞はならなかった。
2017年は開幕直前の4月に2020年までの3年6000万ドルで契約延長した。この年は136試合に出場し、打率.273、18本塁打、82打点を記録した。
2018年はシーズン開幕前の1月15日に契約満了予定の2020年シーズン限りでの現役引退を表明した。シーズンでは7月14日に監督のマイク・マシーニーが解任されたときに現役最終年の選手兼任監督就任に興味を示したが、8月28日に監督代行としてマイク・シルトが昇格して正式就任、2020年まで契約延長した。この年は123試合に出場し、打率.261、20本塁打（自身6年ぶり）、74打点を記録した。オフに、前年のハリケーン・マリアで被害に遭った故郷プエルトリコの復興に貢献したことが評価されて、カージナルスの選手としては5人目となるロベルト・クレメンテ賞を受賞した。　また、2018日米野球のMLB選抜の一員として訪日している。
2019年の開幕戦で捕手の球団記録となる15年連続先発出場。4月1日のピッツバーグ・パイレーツ戦ではジェド・ジョーコの怪我により急遽三塁手の守備に就いた。5月31日には右手親指の腱を痛めて故障者リスト入り。最終的に113試合に出場して打率.270、10本塁打、57打点を記録した。ポストシーズン、ディビジョンシリーズ第4戦で同点適時打とサヨナラ犠飛を打った。
2020年はアダム・ウェインライトに次いでリーグで2番目に年長の選手となった。2018年にはこの年限りでの現役引退を示唆していたが、開幕が遅れたことによって心境の変化があり、翌シーズンの現役続行を表明した。8月4日に球団内でのCOVID-19の集団感染でモリーナも含まれていることが発表された。9月23日のミルウォーキー・ブルワーズ戦で球団史上6人目、MLBの捕手として12人目となる通算2000本安打を達成した。60試合制の短縮シーズンで、打率.262、4本塁打、16打点だった。一方で捕手の守備ではリーグワーストの5失策を喫した。ポストシーズンでは史上5人目となる通算100安打を記録した。オフにFAとなった。
2021年2月10日にカージナルスと1年900万ドルで再契約した。7月10日に辞退した選手の代替選手として通算10度目となるオールスターゲームに選出されたが、辞退した。その後、8月24日にカージナルスと1年1000万ドルで契約延長し、2022年のシーズン終了後に現役引退する予定であることを明かした。9月3日のブルワーズ戦でアダム・ウェインライトとのバッテリーで先発出場し、史上4例目の通算300試合目の同バッテリー出場となった。オフにはゴールドグラブ賞の候補になったが、受賞にはいたらなかった。
2022年5月15日のジャイアンツ戦でウェインライトとのバッテリーで先発出場し、ウェインライトが勝利投手になったことでウォーレン・スパーンとデル・クランドールが記録した202勝を抜いてMLB単独トップとなる203勝目を挙げると、9月15日のブルワーズ戦でウェインライトとのバッテリーで先発出場したことで、ミッキー・ロリッチとビル・フリーハンが記録した通算324試合を抜いて歴代最多となる通算325試合目の同バッテリー出場となった。9月30日にはプエルトリコ野球協会が第5回WBCにおいてプエルトリコ代表の監督を務めることを発表した。同年限りで引退。

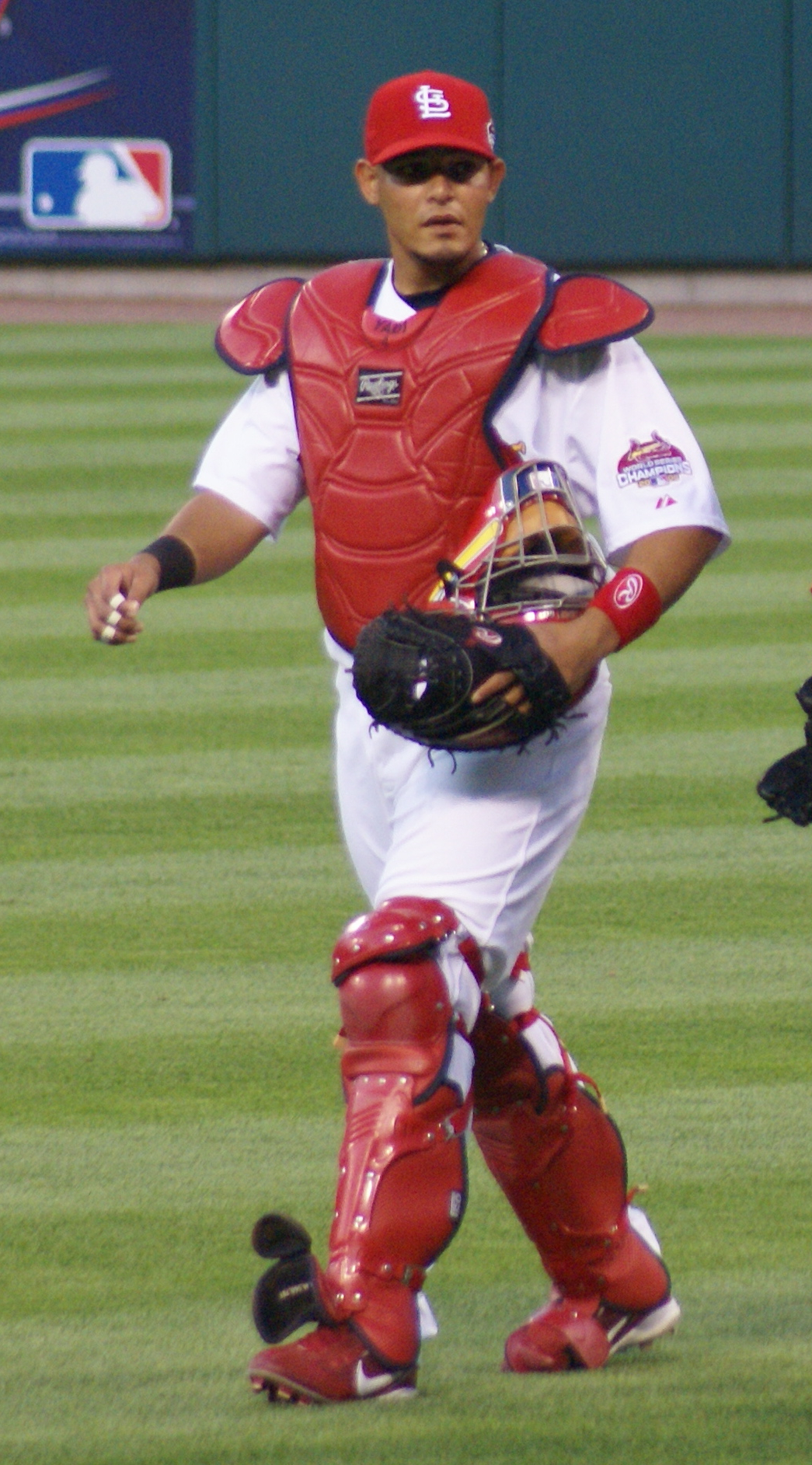
2007年4月1日

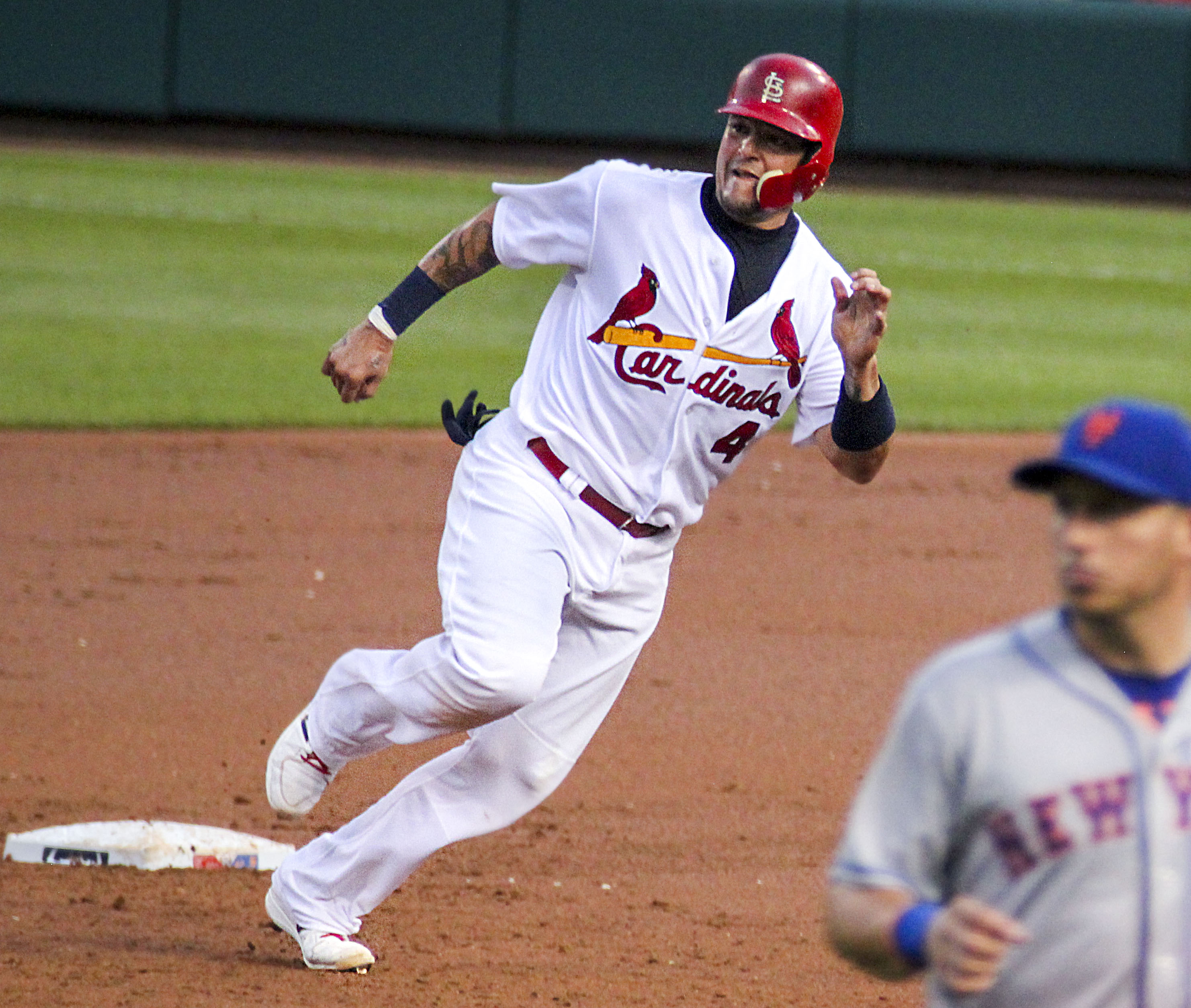
2016年

なお、モリーナが引退した翌年の2023年に、チームは1994年の3地区制導入以後では初となるナショナルリーグ中地区最下位を記録している（2地区制時代も含めると1990年以来33年ぶりの最下位）。

### プエルトリコ代表
2006年シーズン開幕前の3月に開催された第1回ワールド・ベースボール・クラシック（WBC）のプエルトリコ代表に選出された。同大会では2次リーグまでの全6試合が地元プエルトリコのヒラム・ビソーン・スタジアムで行われ、ヤディアーは4試合に出場。イバン・ロドリゲスがチームの正捕手となったため先発出場はなかったが、5打数3安打1打点を記録した。
2009年シーズン開幕前の3月に開催された第2回WBCのプエルトリコ代表に選出され、2大会連続2度目の選出を果たした。同大会では3月9日のオランダ戦と16日のベネズエラ戦の2試合に先発出場。打撃では6打数1安打と振るわなかったが、守備では2試合18イニングで3失点と投手陣をリードした。
2013年シーズン開幕前の3月に開催された第3回WBCのプエルトリコ代表に選出され、3大会連続3度目の選出を果たした。同大会では大会を通してレギュラー捕手・4番・チームリーダーを務め、チームの準優勝に貢献。大会ベストナインにも選ばれた。
2016年12月5日に第4回WBCのプエルトリコ代表に選出され、4大会連続4度目の選出を果たした。
2017年シーズン開幕前に選出されていた第4回WBCに参加。3月22日の決勝アメリカ合衆国戦に敗戦し、2大会連続で準優勝となったが、6試合で打率.333、2本塁打、6打点、OPS.917などを記録し、大会最優秀捕手賞を受賞した。
2023年シーズン開幕前に開催される第5回WBCのプエルトリコ代表の監督に就任した。チームは準々決勝でメキシコに敗れた。
2026年のWBCで前回大会に引き続き、プエルトリコ代表の監督に就任した。

## 選手としての特徴

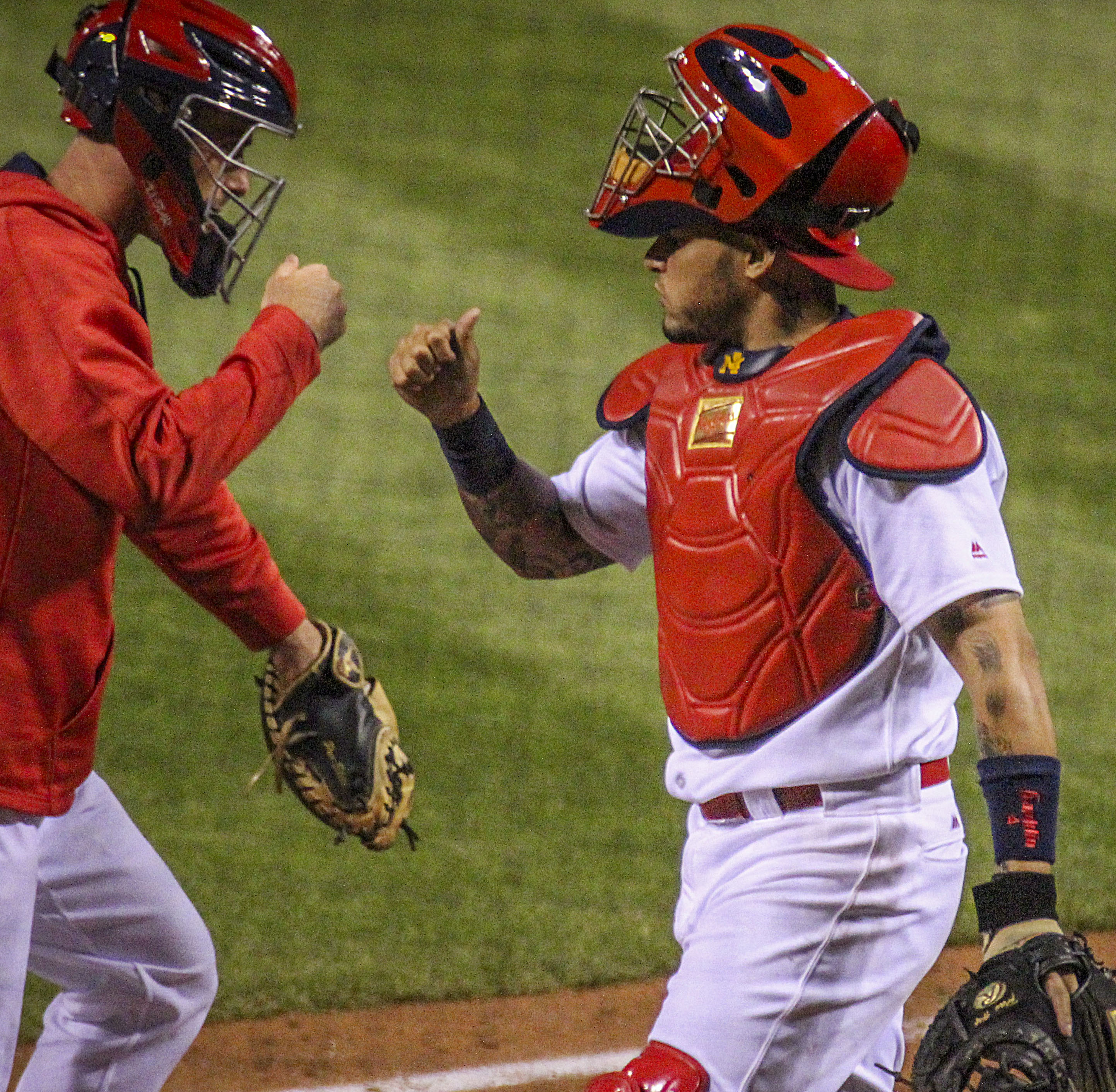
2016年

カージナルス公式ウェブサイトに強肩を "Rocket launcher"（ロケットランチャー）と称されている。チームメイトのアダム・ウェインライトは「彼がマスクをかぶっていれば、走者に気を使う必要がない。打者にさえ集中していればいいんだ」とコメントしている。
捕球技術については、「ESPNマガジン」のインタビューで、投手の制球が悪い時はミットをずらさずに体だけ少しずらしてポケットで捕球すれば、ボール球を10～12個くらいストライクにできると語っている。
リードの能力が高く評価され、投手陣の信頼が厚い。アダム・ウェインライトは「こっちが何を投げたいかちゃんと分かっている。ワンバウンドのカーブをしっかりブロックしてくれるから、何のためらいもなくカーブを投げられるのもいい。彼との間には言葉で言い尽くせない信頼があるんだ」と言い、ハイメ・ガルシアは「彼の出すサインには1球1球意味がある。ぼくのピッチングは自分自身への信頼、自分の投げるボールへの信頼、彼への信頼の三位一体で成り立っているんだ。」と言う。

## 詳細情報

### 年度別打撃成績
| 年 度     | 球 団     | 試 合 | 打 席 | 打 数 | 得 点 | 安 打 | 二 塁 打 | 三 塁 打 | 本 塁 打 | 塁 打 | 打 点 | 盗 塁 | 盗 塁 死 | 犠 打 | 犠 飛 | 四 球 | 敬 遠 | 死 球 | 三 振 | 併 殺 打 | 打 率 | 出 塁 率 | 長 打 率 | O P S |
| --------- | --------- | ----- | ----- | ----- | ----- | ----- | -------- | -------- | -------- | ----- | ----- | ----- | -------- | ----- | ----- | ----- | ----- | ----- | ----- | -------- | ----- | -------- | -------- | ----- |
| 2004      | STL       | 51    | 151   | 135   | 12    | 36    | 6        | 0        | 2        | 48    | 15    | 0     | 1        | 2     | 1     | 13    | 3     | 0     | 20    | 4        | .267  | .329     | .356     | .684  |
| 2005      | STL       | 114   | 421   | 385   | 36    | 97    | 15       | 1        | 8        | 138   | 49    | 2     | 3        | 8     | 3     | 23    | 3     | 2     | 30    | 10       | .252  | .295     | .358     | .654  |
| 2006      | STL       | 129   | 461   | 417   | 29    | 90    | 26       | 0        | 6        | 134   | 49    | 1     | 2        | 8     | 2     | 26    | 2     | 8     | 41    | 15       | .216  | .274     | .321     | .595  |
| 2007      | STL       | 111   | 396   | 353   | 30    | 97    | 15       | 0        | 6        | 130   | 40    | 1     | 1        | 2     | 4     | 34    | 5     | 3     | 43    | 18       | .275  | .340     | .368     | .708  |
| 2008      | STL       | 124   | 485   | 444   | 37    | 135   | 18       | 0        | 7        | 174   | 56    | 0     | 2        | 3     | 5     | 32    | 4     | 1     | 29    | 21       | .304  | .349     | .392     | .740  |
| 2009      | STL       | 140   | 544   | 481   | 45    | 141   | 23       | 1        | 6        | 184   | 54    | 9     | 3        | 6     | 1     | 50    | 2     | 6     | 39    | 27       | .293  | .366     | .383     | .749  |
| 2010      | STL       | 136   | 521   | 465   | 34    | 122   | 19       | 0        | 6        | 159   | 62    | 8     | 4        | 2     | 5     | 42    | 6     | 7     | 51    | 19       | .262  | .329     | .342     | .671  |
| 2011      | STL       | 139   | 518   | 475   | 55    | 145   | 32       | 1        | 14       | 221   | 65    | 4     | 5        | 5     | 4     | 33    | 4     | 1     | 44    | 21       | .305  | .349     | .465     | .814  |
| 2012      | STL       | 138   | 563   | 505   | 65    | 159   | 28       | 0        | 22       | 253   | 76    | 12    | 3        | 3     | 5     | 45    | 4     | 5     | 55    | 10       | .315  | .373     | .501     | .874  |
| 2013      | STL       | 136   | 541   | 505   | 68    | 161   | 44       | 0        | 12       | 241   | 80    | 3     | 2        | 0     | 3     | 30    | 4     | 3     | 55    | 14       | .319  | .359     | .477     | .836  |
| 2014      | STL       | 110   | 445   | 404   | 40    | 114   | 21       | 0        | 7        | 156   | 38    | 1     | 1        | 1     | 6     | 28    | 4     | 6     | 55    | 14       | .282  | .333     | .386     | .719  |
| 2015      | STL       | 136   | 530   | 488   | 34    | 132   | 23       | 2        | 4        | 171   | 61    | 3     | 1        | 1     | 9     | 32    | 3     | 0     | 59    | 16       | .270  | .310     | .350     | .660  |
| 2016      | STL       | 147   | 581   | 534   | 56    | 164   | 38       | 1        | 8        | 228   | 58    | 3     | 2        | 0     | 2     | 39    | 1     | 6     | 63    | 22       | .307  | .360     | .427     | .787  |
| 2017      | STL       | 136   | 543   | 501   | 60    | 137   | 27       | 1        | 18       | 220   | 82    | 9     | 4        | 1     | 9     | 28    | 4     | 4     | 74    | 14       | .273  | .312     | .439     | .751  |
| 2018      | STL       | 123   | 503   | 459   | 55    | 120   | 20       | 0        | 20       | 200   | 74    | 4     | 3        | 0     | 6     | 29    | 0     | 9     | 66    | 15       | .261  | .314     | .436     | .750  |
| 2019      | STL       | 113   | 452   | 419   | 45    | 113   | 24       | 0        | 10       | 167   | 57    | 6     | 0        | 0     | 5     | 23    | 0     | 5     | 58    | 14       | .270  | .312     | .399     | .711  |
| 2020      | STL       | 42    | 156   | 145   | 12    | 38    | 2        | 0        | 4        | 52    | 16    | 0     | 0        | 1     | 1     | 6     | 0     | 3     | 21    | 7        | .262  | .303     | .359     | .662  |
| 2021      | STL       | 121   | 473   | 440   | 45    | 111   | 19       | 0        | 11       | 163   | 66    | 3     | 0        | 0     | 3     | 24    | 1     | 5     | 79    | 16       | .252  | .297     | .370     | .667  |
| 2022      | STL       | 78    | 270   | 262   | 19    | 56    | 8        | 0        | 5        | 79    | 24    | 2     | 0        | 0     | 1     | 5     | 0     | 2     | 40    | 10       | .214  | .233     | .302     | .535  |
| MLB：19年 | MLB：19年 | 2224  | 8554  | 7817  | 777   | 2168  | 408      | 7        | 176      | 3118  | 1022  | 71    | 37       | 43    | 75    | 542   | 50    | 76    | 922   | 287      | .277  | .327     | .399     | .726  |

### WBCでの打撃成績
| 年 度 | 代 表        | 試 合 | 打 席 | 打 数 | 得 点 | 安 打 | 二 塁 打 | 三 塁 打 | 本 塁 打 | 塁 打 | 打 点 | 盗 塁 | 盗 塁 死 | 犠 飛 | 四 球 | 敬 遠 | 死 球 | 三 振 | 併 殺 打 | 打 率 | 出 塁 率 | 長 打 率 |
| ----- | ------------ | ----- | ----- | ----- | ----- | ----- | -------- | -------- | -------- | ----- | ----- | ----- | -------- | ----- | ----- | ----- | ----- | ----- | -------- | ----- | -------- | -------- |
| 2006  | プエルトリコ | 4     | 5     | 5     | 1     | 3     | 0        | 0        | 0        | 3     | 1     | 0     | 0        | 0     | 0     | 0     | 0     | 0     | 0        | .600  | .600     | .600     |
| 2009  | プエルトリコ | 3     | 8     | 6     | 0     | 1     | 1        | 0        | 0        | 2     | 2     | 0     | 0        | 0     | 2     | 0     | 1     | 0     | 0        | .167  | .375     | .333     |
| 2013  | プエルトリコ | 7     | 28    | 27    | 2     | 7     | 0        | 0        | 0        | 4     | 0     | 0     | 0        | 0     | 1     | 0     | 0     | 5     | 1        | .259  | .286     | .259     |
| 2017  | プエルトリコ | 6     | 25    | 24    | 4     | 8     | 0        | 0        | 2        | 14    | 6     | 0     | 0        | 0     | 0     | 0     | 1     | 2     | 3        | .333  | .333     | .583     |

### 年度別投手成績
| 年 度    | 球 団    | 登 板 | 先 発 | 完 投 | 完 封 | 無 四 球 | 勝 利 | 敗 戦 | セ 丨 ブ | ホ 丨 ル ド | 勝 率 | 打 者 | 投 球 回 | 被 安 打 | 被 本 塁 打 | 与 四 球 | 敬 遠 | 与 死 球 | 奪 三 振 | 暴 投 | ボ 丨 ク | 失 点 | 自 責 点 | 防 御 率 | W H I P |
| -------- | -------- | ----- | ----- | ----- | ----- | -------- | ----- | ----- | -------- | ----------- | ----- | ----- | -------- | -------- | ----------- | -------- | ----- | -------- | -------- | ----- | -------- | ----- | -------- | -------- | ------- |
| 2022     | STL      | 2     | 0     | 0     | 0     | 0        | 0     | 0     | 0        | 0           | ----  | 15    | 2.0      | 6        | 2           | 0        | 0     | 0        | 1        | 0     | 0        | 4     | 4        | 18.00    | 3.00    |
| MLB：1年 | MLB：1年 | 2     | 0     | 0     | 0     | 0        | 0     | 0     | 0        | 0           | ----  | 15    | 2.0      | 6        | 2           | 0        | 0     | 0        | 1        | 0     | 0        | 4     | 4        | 18.00    | 3.00    |

### 年度別守備成績
投手守備
| 年 度 | 球 団 | 投手（P） | 投手（P） | 投手（P） | 投手（P） | 投手（P） | 投手（P） |
| 年 度 | 球 団 | 試 合     | 刺 殺     | 補 殺     | 失 策     | 併 殺     | 守 備 率  |
| ----- | ----- | --------- | --------- | --------- | --------- | --------- | --------- |
| 2022  | STL   | 2         | 0         | 0         | 0         | 0         | ----      |
| MLB   | MLB   | 2         | 0         | 0         | 0         | 0         | ----      |

捕手守備
| 年 度 | 球 団 | 捕手（C） | 捕手（C） | 捕手（C） | 捕手（C） | 捕手（C） | 捕手（C） | 捕手（C） | 捕手（C） | 捕手（C） | 捕手（C） | 捕手（C） |
| 年 度 | 球 団 | 試 合     | 刺 殺     | 補 殺     | 失 策     | 併 殺     | 守 備 率  | 捕 逸     | 企 図 数  | 許 盗 塁  | 盗 塁 刺  | 阻 止 率  |
| ----- | ----- | --------- | --------- | --------- | --------- | --------- | --------- | --------- | --------- | --------- | --------- | --------- |
| 2004  | STL   | 51        | 256       | 16        | 2         | 1         | .993      | 4         | 17        | 9         | 8         | .471      |
| 2005  | STL   | 114       | 684       | 66        | 7         | 4         | .991      | 8         | 39        | 14        | 25        | .641      |
| 2006  | STL   | 127       | 734       | 79        | 4         | 6         | .995      | 7         | 66        | 37        | 29        | .439      |
| 2007  | STL   | 107       | 582       | 63        | 6         | 8         | .991      | 7         | 50        | 23        | 27        | .540      |
| 2008  | STL   | 119       | 653       | 70        | 10        | 7         | .986      | 5         | 52        | 34        | 18        | .346      |
| 2009  | STL   | 138       | 884       | 82        | 5         | 6         | .995      | 4         | 54        | 32        | 22        | .407      |
| 2010  | STL   | 135       | 895       | 79        | 5         | 10        | .995      | 7         | 68        | 35        | 33        | .485      |
| 2011  | STL   | 137       | 857       | 67        | 5         | 5         | .995      | 6         | 65        | 46        | 19        | .292      |
| 2012  | STL   | 136       | 962       | 88        | 3         | 12        | .997      | 6         | 73        | 38        | 35        | .479      |
| 2013  | STL   | 131       | 976       | 63        | 4         | 11        | .996      | 3         | 46        | 26        | 20        | .435      |
| 2014  | STL   | 107       | 810       | 56        | 2         | 10        | .998      | 3         | 44        | 23        | 21        | .477      |
| 2015  | STL   | 134       | 1064      | 56        | 7         | 9         | .994      | 4         | 63        | 37        | 26        | .413      |
| 2016  | STL   | 146       | 1113      | 60        | 2         | 5         | .998      | 8         | 85        | 67        | 18        | .212      |
| 2017  | STL   | 133       | 1082      | 55        | 7         | 13        | .994      | 6         | 67        | 43        | 24        | .358      |
| 2018  | STL   | 121       | 966       | 42        | 2         | 8         | .998      | 4         | 39        | 27        | 12        | .308      |
| 2019  | STL   | 111       | 916       | 30        | 1         | 5         | .999      | 4         | 30        | 22        | 8         | .267      |
| 2020  | STL   | 42        | 307       | 16        | 5         | 1         | .985      | 3         | 11        | 6         | 5         | .455      |
| 2021  | STL   | 118       | 869       | 49        | 3         | 10        | .997      | 6         | 44        | 26        | 18        | .409      |
| 2022  | STL   | 77        | 512       | 25        | 3         | 6         | .994      | 1         | 33        | 20        | 13        | .394      |
| MLB   | MLB   | 2184      | 15122     | 1062      | 83        | 137       | .995      | 96        | 946       | 565       | 381       | .403      |

内野守備
| 年 度 | 球 団 | 一塁（1B） | 一塁（1B） | 一塁（1B） | 一塁（1B） | 一塁（1B） | 一塁（1B） | 三塁（3B） | 三塁（3B） | 三塁（3B） | 三塁（3B） | 三塁（3B） | 三塁（3B） |
| 年 度 | 球 団 | 試 合      | 刺 殺      | 補 殺      | 失 策      | 併 殺      | 守 備 率   | 試 合      | 刺 殺      | 補 殺      | 失 策      | 併 殺      | 守 備 率   |
| ----- | ----- | ---------- | ---------- | ---------- | ---------- | ---------- | ---------- | ---------- | ---------- | ---------- | ---------- | ---------- | ---------- |
| 2005  | STL   | 1          | 0          | 0          | 0          | 0          | ----       | -          | -          | -          | -          | -          | -          |
| 2006  | STL   | 4          | 5          | 0          | 1          | 1          | .833       | -          | -          | -          | -          | -          | -          |
| 2007  | STL   | 1          | 1          | 0          | 0          | 0          | 1.000      | -          | -          | -          | -          | -          | -          |
| 2008  | STL   | 2          | 13         | 3          | 0          | 1          | 1.000      | -          | -          | -          | -          | -          | -          |
| 2009  | STL   | 6          | 10         | 1          | 0          | 2          | 1.000      | -          | -          | -          | -          | -          | -          |
| 2010  | STL   | 7          | 7          | 0          | 0          | 2          | 1.000      | -          | -          | -          | -          | -          | -          |
| 2011  | STL   | 2          | 3          | 0          | 1          | 0          | .750       | -          | -          | -          | -          | -          | -          |
| 2012  | STL   | 3          | 11         | 2          | 0          | 0          | 1.000      | -          | -          | -          | -          | -          | -          |
| 2013  | STL   | 5          | 17         | 1          | 0          | 1          | 1.000      | -          | -          | -          | -          | -          | -          |
| 2014  | STL   | 1          | 10         | 1          | 0          | 0          | 1.000      | -          | -          | -          | -          | -          | -          |
| 2016  | STL   | 2          | 10         | 1          | 0          | 0          | 1.000      | -          | -          | -          | -          | -          | -          |
| 2017  | STL   | 1          | 4          | 0          | 0          | 0          | 1.000      | -          | -          | -          | -          | -          | -          |
| 2018  | STL   | 5          | 9          | 2          | 1          | 3          | .917       | -          | -          | -          | -          | -          | -          |
| 2019  | STL   | 4          | 6          | 0          | 0          | 1          | 1.000      | 1          | 0          | 0          | 0          | 0          | ----       |
| 2020  | STL   | 2          | 3          | 0          | 0          | 0          | 1.000      | -          | -          | -          | -          | -          | -          |
| 2021  | STL   | 1          | 1          | 1          | 0          | 0          | 1.000      | -          | -          | -          | -          | -          | -          |
| 2022  | STL   | 1          | 0          | 0          | 0          | 0          | ----       | -          | -          | -          | -          | -          | -          |
| MLB   | MLB   | 48         | 110        | 12         | 3          | 11         | .976       | 1          | 0          | 0          | 0          | 0          | ----       |

- 各年度の太字はリーグ最高、赤太字はMLBの捕手における歴代最高
- 各年度の太字年はゴールドグラブ賞受賞

### 表彰
MLB
- シルバースラッガー賞（捕手部門）：1回（2013年）
- ゴールドグラブ賞（捕手部門）：9回（2008年 - 2015年、2018年）
- プラチナ・ゴールド・グラブ賞：4回（2011年、2012年、2014年、2015年）
- フィールディング・バイブル・アワード：6回（2007年 - 2010年、2012年、2013年）
- ロベルト・クレメンテ賞：1回（2018年）[22]

プエルトリコ代表
- WBC最優秀捕手賞：2回（2013年、2017年）

### 記録
- オールスターゲーム選出：10回（2009年 - 2015年、2017年、2018年、2021年）
- 通算2000試合出場：2020年8月30日 ※球団史上3位
- 三重殺打：3回（2015年5月9日[54]、2017年8月15日[55]、2020年9月27日[56]：歴代2位タイ）※ブルックス・ロビンソンの4回に次ぐ
- ワールドシリーズ優勝：2回（2006年、2011年）※出場は4回

#### 兄弟選手としての記録
2004年にヤディアーがデビューしたことで、先にデビューしていた2人の兄とともに、3兄弟が同時期にMLB球団に所属することとなった。これは "クルーズ3兄弟"（ホセ、トミー、ヘクター）の1977年以来のことだった。また、兄2人が所属していたアナハイム・エンゼルスは2002年に、ヤディアーの所属するカージナルスは2006年に、それぞれワールドシリーズを制覇したため、3兄弟全員がチャンピオンリングを所有している。これはMLB史上初であり、3兄弟2つずつ合計6つのチャンピオンリング所有の記録（長兄のベンジーは2010年シーズン途中にサンフランシスコ・ジャイアンツからテキサス・レンジャーズへトレードされ、2010年のワールドシリーズでレンジャーズはジャイアンツに敗れたにもかかわらず、チャンピオンリングを受け取った）ギネス世界記録にも認定された。

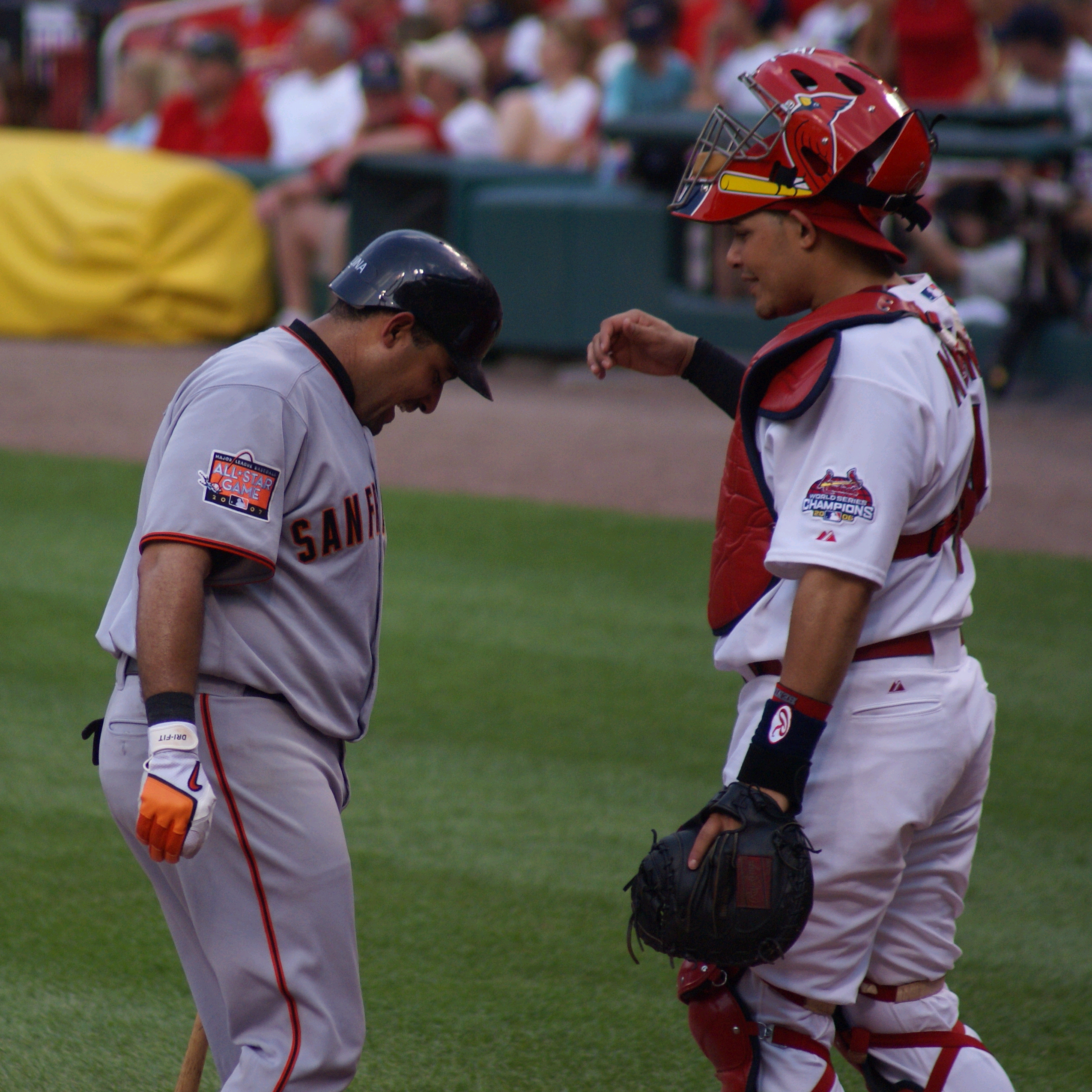
兄のベンジー（ジャイアンツ）と対戦するヤディアー

2人の兄は2001年から2005年までの5シーズンにわたりエンゼルスに一緒に所属していた。兄弟がともに捕手として同一チームに同時期に所属していたのは、1901年以降では史上初のことだった。これに対して、ヤディアーは兄とチームメイトになったことはなかったが、2013年WBCにてプエルトリコ代表に選出され、同じ捕手で次兄のホセも選出され初めてチームメイトとなった。

### 背番号
- 41（2004年 - 2005年）
- 4（2006年 - 2022年）

### 代表歴
- 2006 ワールド・ベースボール・クラシック・プエルトリコ代表
- 2009 ワールド・ベースボール・クラシック・プエルトリコ代表
- 2013 ワールド・ベースボール・クラシック・プエルトリコ代表
- 2017 ワールド・ベースボール・クラシック・プエルトリコ代表